# Gârceni
Gârceni es una comuna ubicada en el distrito de Vaslui, Rumania.

## Superficie
Posee una superficie de 57,76 kilómetros cuadrados.

## Demografía
Hasta 2021 la población era de 2204 habitantes, con una densidad de población de 38,16 habitantes por kilómetro cuadrado.